# Build.ua
«Білд» (англ. bild.ua і дочірній сайт bildcontrol.ua) — український інтернет-сервіс та рейтинг, що надає надає індекс надійності новобудов з 2013 року на платформі Domik.ua інформаційно-аналітичному ресурсі, присвяченому ринку нерухомості України. У вересні 2019 року засновниками керуючої компанії ТЗОВ "Планета Оболонь" проведений перезапуск порталу, який працює переважно на ринку Києві.

## Сервіси
Кожен індекс на сайті – це результат аналізу 2869 забудови за 40 пунктами. Перевірити справедливість індексу можна, отримавши детальний звіт за кожною із забудов.
"Зараз на сайті є понад 800 звітів, і їхня кількість збільшується", – стверджує керівник проєкту Віталій Котенко.За даними індексу складаються звіти [Архівовано 1 грудня 2020 у Wayback Machine.] МЦТУ (ст. 20).

## Сутність
Виходячи з індексу надійності, проекти на сайті "нагороджують" щитами різних кольорів: "зелений" (індекс надійності більше 196) означає надійне будівництво. У забудовника такого комплексу є всі необхідні дозволи, а також немає кейсів із арештами та  ошуканими інвесторами. "Помаранчевий" — до новобудови залишилися питання, "червоним" відзначені проблемні будівництва (індекс надійності 131 і менше). Означає, що в забудовника є проблеми з документами, арештами, ошуканими інвесторами, довгобудами. Якщо щит сірий, значить перевірка новобудови ще не завершена. Звіт висилають на пошту у вигляді PDF-файлу зі скріншотами, коментарями і загальними висновками.

## Структура індексу
- цільове та функціональне призначення землі, на якій зводиться новобудова;[15]
- право власності на землю у забудовника або договір оренди, суперфіцію;
- дозвільну документацію на будівництво в залежності від класу наслідків;
- репутація забудовника серед інвесторів і експертів ринку нерухомості;[16]
- технічні умови на підключення до міських інженерних мереж;
- відповідальність забудовника за договором інвестування;
- дотримання закону про містобудівну діяльність;[17]